# Duplo dno: Najveći hitovi
Duplo dno: Najveći hitovi je drugi solo album zagrebačkog kantautora Ante Perkovića.
Album je izdan samo na vinilu, ali svaki kupac dobiva i CD inačicu albuma na poklon. Albumu je prethodio najavni singl "Jebat će te!".

## Popis pjesama
A strana
1. "Jebat će te"
2. "Reli"
3. "One Man Band"
4. "Babuška"
5. "Molim te"

B strana
1. "Duplo dno"
2. "Secret Of My Failure"
3. "Kriza"
4. "Zadnja cura"

"Jebat će te!" je prvi singl s albuma Duplo dno: Najveći hitovi, zagrebačkog kantautora Ante Perkovića. Sniman je u studiju "Funhouse by Berko & Dundo Danilo".
Singl se satoji od 3 remiksa pjesme "Jebat će te":
- "Jebat će te!"
- "Ma neće, neće - cisti remiks" - remiksirano by Dlake @ Majplejs
- "Ili ipak..." - K/P remiks iz pakla" - remiksirano by DD & Dlake @ Samplejs

## Glazbenici
- Žele - bubnjevi
- Marko - bas-gitara
- Dundo Danilo - semplovi, programiranje
- Ante - vokali

## Vanjske poveznice
- Duplo dno: najveći hitovi Ante Perkovića na gramofonskoj ploči  Arhivirana inačica izvorne stranice od 17. veljače 2021. (Wayback Machine)